# پلوتونیم-۲۳۹ (فیلم)
پلوتونیم-۲۳۹ (انگلیسی: Pu-239) یک فیلم به کارگردانی اسکات زد. برنس است که در سال ۲۰۰۶ منتشر شد.

## بازیگران
- پدی کانسیدنه
- رادا میشل
- اسکار آیزاک
- جیسون فلمینگ
- میلانی تیری
- استیون برکوف